# Oscillografo

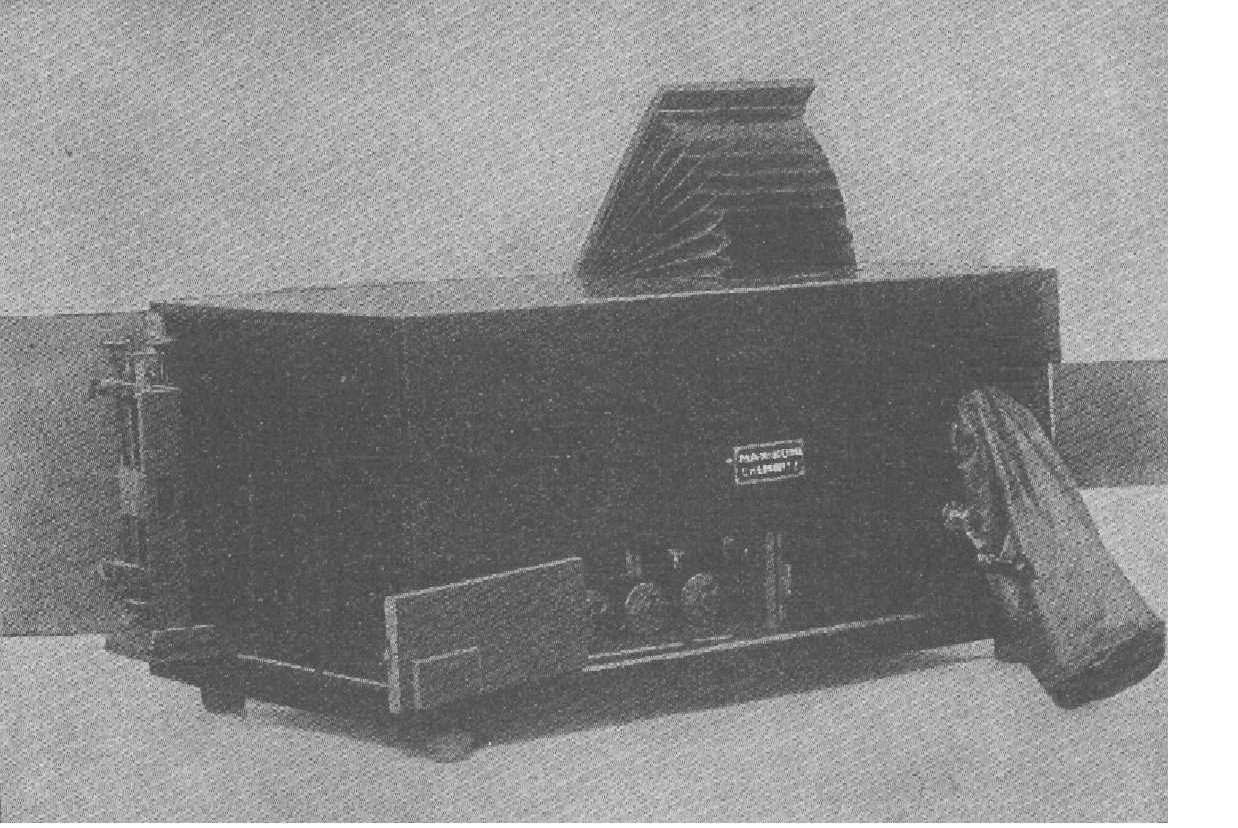
Schleifenoszillograph di Max Kohl, Chemnitz 1905

L'oscillografo è uno strumento che permette di registrare graficamente o fotograficamente oscillazioni di grandezze elettriche, meccaniche o di altro tipo.

## Oscillografi meccanici
Gli oscillografi meccanici sono particolarmente semplici, permettono di registrare le oscillazioni meccaniche fissando al corpo in vibrazione un leggero specchietto e facendovi incidere un raggio luminoso. Questo viene riflesso da un prisma, a facce speculari in rotazione, su una pellicola fotografica che scorre a velocità costante e su cui si registra il grafico della vibrazione.

## Oscillografi elettromeccanici
Gli oscillografi elettromeccanici sono costituiti da due fili paralleli formanti un circuito chiuso, in pratica una spira, in cui scorre una corrente elettrica variabile con la stessa legge del fenomeno in esame. 
I due fili costituenti la spira sono mantenuti in tensione da una molla e a essi è collegato un leggero specchietto su cui viene fatto incidere un raggio luminoso che, riflesso, impressiona una pellicola che scorre a velocità costante.
La variazione di corrente nella spira, posta nel campo tra le espansioni di un magnete, provoca delle oscillazioni dello specchietto che seguono esattamente la variazione della corrente: si ha così la registrazione grafica sulla pellicola.

## Altri oscillografi
Vi sono inoltre vari strumenti registratori in genere di fenomeni non periodici, nei quali la registrazione avviene spesso per mezzo di una punta scrivente su una striscia di carta in movimento a velocità costante. Gli strumenti che registrano grandezze variabili con continuità sono generalmente chiamati chirografi.